# Frans Maassen
Frans Maassen es un antiguo ciclista neerlandés, nacido el 27 de enero de 1965 en  Haelen. Fue profesional de 1987 a 1995 y sus mayores éxitos fueron la victoria de etapa que consiguió en el Tour de Francia 1990 y la Amstel Gold Race en 1991.
En la actualidad es director deportivo del equipo neerlandés Team LottoNL-Jumbo

## Palmarés
| 1985 (como amateur) - 1 etapa del Tríptico de las Ardenas 1986 (como amateur) - Lieja-Bastoña-Lieja sub-23 - 2 etapas de la Vuelta a Lieja - 2 etapas de la Vuelta a la Baja Sajonia - 1 etapa del Gran Premio François-Faber 1987 - 1 etapa de la Vuelta a Dinamarca - Omloop Mandel-Leie-Schelde 1988 - Vuelta a Bélgica, más 2 etapas - 1 etapa del Tour de Romandía - 1 etapa de la Dauphiné Libéré - 1 etapa de la Vuelta a la Comunidad Valenciana - 1 etapa de la Estrella de Bessèges - Clasificación de los esprints intermedios del Tour de Francia - Grand Prix de la Libération 1989 - Campeonato de los Países Bajos en Ruta - Wincanton Classic - 1 etapa de la Vuelta a Bélgica 1990 - Vuelta a Bélgica, más 2 etapas - Estrella de Bessèges, más 1 etapa - 1 etapa del Tour de Francia - Gran Premio de Fourmies - Gran Premio Eddy Merckx - Flecha Brabanzona - 2 etapas de la Vuelta a Suecia | 1991 - Amstel Gold Race - Vuelta a los Países Bajos, más 1 etapa - 2 etapas de los Cuatro Días de Dunkerque - 1 etapa de la Vuelta a la Comunidad Valenciana - Grand Prix de la Libération 1992 - Tres Días de La Panne - 2 etapa del Tour de Luxemburgo - 1 etapa del Gran Premio de Midi Libre - 1 etapa de los Cuatro Días de Dunkerque 1993 - Grand Prix Jef Scherens - 1 etapa de la Gran Premio de Midi Libre - 1 etapa de la Vuelta a Andalucía - 3.º en el Campeonato de los Países Bajos en Ruta 1994 - Tour de Luxemburgo, más 1 etapa - 1 etapa de los Tres Días de La Panne 1995 - 2.º en el Campeonato de los Países Bajos Contrarreloj |

## Resultados en Grandes Vueltas y Campeonato del Mundo
Durante su carrera deportiva ha conseguido los siguientes puestos en las Grandes Vueltas y en los Campeonatos del Mundo en carretera:
| Carrera         | 1987 | 1988 | 1989 | 1990 | 1991 | 1992 | 1993 | 1994 | 1995 |
| --------------- | ---- | ---- | ---- | ---- | ---- | ---- | ---- | ---- | ---- |
| Giro de Italia  | -    | -    | -    | -    | -    | -    | -    | -    | -    |
| Tour de Francia | -    | 126° | 103° | 64°  | 129° | 91°  | 106° | Ab.  | 97°  |
| Vuelta a España | -    | -    | -    | -    | -    | -    | -    | -    | -    |
| Mundial en Ruta | -    | -    | -    | -    | 36º  | -    | 10º  | -    | -    |

-: no participa